# Omicron Sagittarii
Pour les articles homonymes, voir Omicron.
Désignations
Omicron Sagittarii (ο Sagittarii / ο Sgr) est une étoile de la constellation du Sagittaire. ο Sagittarii est à 142 années-lumière de la Terre et est une géante orange de type spectral G9IIIb avec une magnitude apparente de +3,77.
Comme elle est proche de l'écliptique, ο Sagittarii peut être occultée par la Lune et très rarement par les planètes. La dernière occultation de ο Sagittarii par une planète eut lieu le 24 décembre 1937, lorsqu'elle fut occultée par Mercure.
Elle possède une faible compagne de 13e magnitude, ο Sagittarii B, distante de 36 secondes d'arc. Il s'agit d'une double optique.

## Noms traditionnels et étymologie
- Elle est parfois appelée Manubrium ou Manubrij, du latin manus ‘main’, car l'étoile marque l'oreille droite de l'archer[5].
- En chinois, 建 (Jiàn), signifiant Établissement, fait référence à un astérisme constitué de ο Sagittarii, ξ2 Sagittarii, π Sagittarii, 43 Sagittarii, ρ1 Sagittarii et υ Sagittarii. Par conséquent, ο Sagittarii elle-même est appelée 建二 (Jiàn èr, la deuxième étoile de l'établissement)[6].